# 美国参与的政权更迭
美国参与的政权更迭包括公开或秘密的旨在更改、更替、延续外国政权的行为。自19世纪以来，美国政府公开或秘密地参与和干预了多个外国政府的更替。19世纪下半叶，美国政府主要在拉丁美洲和西南太平洋地区发起政权更替行动，包括美西战争和美菲战争。20世纪初，美国在世界许多国家塑造或扶持了政府，包括邻国巴拿马、洪都拉斯、尼加拉瓜、墨西哥、海地和多米尼加共和国。
二战期间，美国帮助推翻了许多纳粹德国或大日本帝国的傀儡政权，例如菲律宾的、韩国的、中国东部的和欧洲大部分的政权。美国军队也帮助结束了阿道夫·希特勒在德国的统治和贝尼托·墨索里尼在意大利的统治。
二战结束后，美国政府在冷战背景下与苏联争夺全球领导权、影响力和安全感。在艾森豪威尔政府时期，美国政府担心苏联所支持的政府会损害美国的国家安全，并倡导多米诺骨牌理论，后来的总统也纷纷跟随艾森豪威尔这一理论。随后，美国将其行动区域扩大到了传统的行动区域——中美洲和加勒比地区之外。重要的行动包括美国和英国精心策划的1953年伊朗政变、1961年针对古巴的猪湾入侵，以及支持苏哈托将军在印度尼西亚推翻苏加诺。此外，美国还干预了多国的国家选举，包括1948年在意大利、1953年在菲律宾、1950-60年代在日本，以及1957年在黎巴嫩。根据一项研究，在1946年至2000年期间，美国对外国选举进行了至少81次公开和秘密的干预。另一项研究发现，美国在冷战期间尝试进行了64次秘密的和6次公开的政权更迭。
苏联解体后，美国依舊领导或支持了一些战争，并以此决定了一些国家的政权更迭。在这些冲突中，美国自稱的目标包括反恐，比如阿富汗战争，或消除大規模殺傷性武器，如伊拉克战争。

## 冷战之前
| 时期                                   | 年份       | 国家/地区            | 相关条目                                       | 美国反对                                                                              | 美国支持                                                                                            | 背景 | 美国行动                                                                                         | 结果                                                                               |
| -------------------------------------- | ---------- | -------------------- | ---------------------------------------------- | ------------------------------------------------------------------------------------- | --------------------------------------------------------------------------------------------------- | --- | ------------------------------------------------------------------------------------------------ | ---------------------------------------------------------------------------------- |
| 早于1887年                             | 1805       | 的黎波里塔尼亞       | 第一次巴巴里戰爭                               | 优素福·卡拉曼利（的黎波里帕夏）                                                       | 哈梅特·卡拉曼利（Hamet Karamanli，优素福被流放的兄弟）                                              | 與的黎波里塔尼亚交戰，美遭受军事失利。                                                                       | 派軍進入的黎波里塔尼亞。                                                                         | 优素福与美签署协议，政治未变化。                                                   |
| 早于1887年                             | 1846－1848 | 德克薩斯、加利福尼亞 | 美墨戰爭、墨西哥割讓地                         | 墨西哥                                                                                | | 墨西哥認為德克薩斯是屬於自己的叛乱省。                                                                       | 美墨戰爭                                                                                         | 美國吞併德克薩斯和加利福尼亞。                                                     |
| 早于1887年                             | 1865－1867 | 墨西哥               | 法國武裝干涉墨西哥                             | 馬西米連諾一世（墨西哥皇帝、哈布斯堡王子）                                            | 贝尼托·胡亚雷斯（前总统）及其自由黨                                                                 | 趁美国内战，法國等國入侵墨西哥，任命马西米连诺一世為皇帝。                                                   | 向反對勢力投送武器，与胡亚雷斯并肩作战。                                                         | 胡亞雷斯和自由黨奪回權力，處決馬西米連諾一世。                                     |
| 1887－1912：美國擴張主義和老羅斯福政府 | 1887－1889 | 薩摩亞               | 第一次薩摩亞內戰、薩摩亞危機、第二次薩摩亞內戰 | 马列托阿·劳佩帕（王位宣称者，德国支持）                                               | 马塔法·约瑟夫（王位宣称者）                                                                         | 薩摩亞是君主制國家，两王位宣称者对立。                                                                       | 对抗導致1887至1889年萨摩亚危机，演变为薩摩亞內戰。                                               | 劳佩帕成为国王。美取得東薩摩亞控制權。                                             |
| 1887－1912：美國擴張主義和老羅斯福政府 | 1893       | 夏威夷王國           | 夏威夷王國的覆滅、夏威夷共和國                 | 利留卡拉尼（夏威夷王國女王）                                                          | 居住在檀香山的美國僑民                                                                              | 美國僑民發動政變，推翻利留卡拉尼。                                                                           | 美國海軍陸戰隊非法入侵王國，支持叛亂分子。                                                       | 夏威夷重組为夏威夷共和國，后併入美國。                                             |
| 1887－1912：美國擴張主義和老羅斯福政府 | 1898－1902 | 古巴                 | 美國第一次佔領古巴                             | 西班牙                                                                                | | 古巴由西班牙統治。                                                                                           | 发动美西战争，入侵並佔領古巴。                                                                   | 古巴成為美附庸國。                                                                 |
| 1887－1912：美國擴張主義和老羅斯福政府 | 1900       | 中國                 | 八國聯軍之役、義和團運動                       | 清朝                                                                                  | | 義和團攻擊西方人及基督徒。                                                                                   | 八国联军遠征天津和北京。                                                                         | 签订《辛丑条约》。                                                                 |
| 1887－1912：美國擴張主義和老羅斯福政府 | 1903       | 巴拿馬               | 巴拿馬獨立、巴拿馬運河區                       | 大哥倫比亞共和國                                                                      | | 巴拿馬加入哥倫比亞，但與該國其它地區聯繫脆弱。                                                               | 協助巴拿馬從哥倫比亞分離。                                                                       | 美國得到運河區控制權。                                                             |
| 1887－1912：美國擴張主義和老羅斯福政府 | 1903－1925 | 洪都拉斯             | 香蕉戰爭                                       | 尼加拉瓜                                                                              | 曼努埃尔·博尼利亚、米格尔·R·达维拉、弗朗西斯科·博格兰、拉斐尔·洛佩斯·古铁雷斯、米格尔·帕兹·巴拉奥纳 | 洪都拉斯被美聯合果品公司和標準果品公司控制。                                                                 | 軍事干涉洪都拉斯。                                                                               |                                                                                    |
| 1887－1912：美國擴張主義和老羅斯福政府 | 1906－1909 | 古巴                 | 美國第二次佔領古巴                             |                                                                                       | | 總統埃斯特拉达·帕尔马成功連任，自由党指責其選舉舞弊，开始与其哈瓦那共和黨战斗。                              | 入侵並再次佔領古巴。                                                                             | 自由党的何塞·米格尔·戈麦斯当選总统，美軍撤出古巴。                                 |
| 1887－1912：美國擴張主義和老羅斯福政府 | 1909－1910 | 尼加拉瓜             | 美國占領尼加拉瓜                               | 何塞·桑托斯·塞拉亚（总统）及其自由党，何塞·马德里斯（自由党为尼加拉瓜选择的新领导人） | 胡安·何塞·埃斯特拉達及其保守黨                                                                      | 塞拉亚總統选举获连任，保守党反對，并发动叛乱。塞拉亚曾试图与德国或日本合作，建新运河，与美控巴拿马运河竞争。 | 保守黨许美企以經濟利益。美企參與叛亂，望美政府支持。美参与叛乱，派军登陆。拒绝承认马德里斯。     | 保守党击败自由党，埃斯特拉达成为总统。美控制尼加拉瓜經濟。                         |
| 1912－1941：威爾遜政府、一戰及战间期   | 1912－1933 | 尼加拉瓜             | 美國占領尼加拉瓜                               | 路易斯·梅納（戰爭部長）及其自由党，奥古斯托·塞萨尔·桑地诺                             | 阿道尔弗·迪亚斯（副总统）及其保守党、索摩查家族（独裁者）                                           | 自由黨与保守黨衝突。迪亚斯與美結盟，遭尼加拉瓜民眾和梅納反对。迪亚斯自立总统，梅纳及自由党反抗。             | 派軍進入並佔領尼加拉瓜。完全控制該國財政和政府。与桑地诺领导的反抗军作战。                       | 美軍撤出。索摩查家族掌权，并杀害桑地诺。                                           |
| 1912－1941：威爾遜政府、一戰及战间期   | 1913－1919 | 墨西哥               | 美國干預墨西哥革命                             | 弗朗西斯科·马德罗（总统）、维多利亚诺·韦尔塔（军事统治者）、潘乔·比利亚及其革命军队   | 贝努斯蒂亚诺·卡兰萨                                                                                 | 墨西哥革命                                                                                                   | 支持1913年政变。入侵并占领韦拉克鲁斯。入侵墨西哥，试图消灭比利亚。                               | 马德罗被杀。韦尔塔下台，卡兰萨恢复领导政府。                                       |
| 1912－1941：威爾遜政府、一戰及战间期   | 1915－1934 | 海地                 | 美國佔領海地                                   | 海地政府                                                                              | 美國的銀行                                                                                          | 美銀行向海地放貸，因貸款回收問題要求美政府干預。                                                             | 派軍恐嚇并佔領海地。                                                                             | 海地成立新政府，修憲以符合美公司利益。卡科人进行游击战，反对美国占领。             |
| 1912－1941：威爾遜政府、一戰及战间期   | 1916－1924 | 多米尼加共和國       | 美國佔領多明尼加共和國 (1916年－1924年)        | 胡安·伊西德羅·希門尼斯（總統）                                                        | | | 美國海軍陸戰隊入侵並佔領多米尼加。美國海軍将人員安插到该国政府所有關鍵岗位，控制其軍警。         | 希門尼斯被迫下台。                                                                 |
| 1912－1941：威爾遜政府、一戰及战间期   | 1917       | 哥斯达黎加           |                                                | 费德里科·蒂诺科·格拉纳多斯（前战争部长，独裁者）                                      | | 蒂诺科发动政变，推翻总统阿尔弗雷多·冈萨雷斯·弗洛雷斯。                                                       | 不承认蒂诺科，帮助反对派赢得战争。                                                               | 蒂诺科被推翻。                                                                     |
| 1912－1941：威爾遜政府、一戰及战间期   | 1917－1919 | 德意志帝國           |                                                | 德皇威廉二世及其德意志帝国（君主制）                                                  | 魏玛共和国（自由民主制）                                                                            | 齐默尔曼电报被公开。                                                                                         | 加入一战，对德宣战。                                                                             | 德国投降。威廉二世退位。德国成为魏玛共和国。                                       |
| 1912－1941：威爾遜政府、一戰及战间期   | 1917－1920 | 奧匈帝國             |                                                | 奥匈帝国（君主制）                                                                    | | | 在一战中向奥匈帝国宣战。                                                                         | 奥匈帝国投降。奥地利成为共和国，且不得与德统一。匈牙利成为摄政王统治的君主制国家。 |
| 1912－1941：威爾遜政府、一戰及战间期   | 1918－1920 | 俄國                 | 協約國武裝干涉俄國內戰                         | 布尔什维克                                                                            | 俄国白军                                                                                            | | 参加协约国武装干涉俄国。                                                                         |                                                                                    |
| 第二次世界大战及其后续                 | 1941       | 巴拿馬               |                                                | 阿努尔福·阿里亚斯·马德里（总统）                                                      | 里卡多·阿道爾弗·德拉瓜迪亞·阿朗戈（政变领导人）                                                     | 美与轴心国紧张加剧。美欲在巴拿马运河区内外建造新军事设施，但被巴拿马拒绝。                                   | 支持政变推翻阿里亚斯。                                                                           | 阿里亚斯被推翻并逃亡。德拉瓜迪亚成为总统。                                         |
| 第二次世界大战及其后续                 | 1941－1952 | 日本                 | 同盟國軍事佔領日本                             | 日本帝国（君主制）                                                                    | | 加入同盟国，对日作战。日本投降。                                                                             | 占领日本，监督日本修宪。审判及处决战犯，赦免裕仁天皇家族。在冲绳设立军政府和民政府，建军事基地。 | 日本放弃侵略战争，实现自由化。琉球居民反对美国统治，掀起琉球独立运动。             |
| 第二次世界大战及其后续                 | 1941－1949 | 德國                 | 同盟國軍事佔領德國                             | 纳粹德国（法西斯独裁政权）                                                            | | | 加入盟军反对纳粹德国的战争。参与盟军对德国西部的占领和去纳粹化。                                 | 前纳粹分子受到惩罚。德意志联邦共和国成立，并建立议会民主制。                       |
| 第二次世界大战及其后续                 | 1941－1946 | 意大利               | 意大利內戰、義大利戰役 (第二次世界大戰)        | 贝尼托·墨索里尼及其法西斯政权（纳粹德国盟友）                                         | 维托里奥·埃马努埃莱三世（国王）                                                                     | | 参与西西里岛战役。发起意大利战役，击败墨索里尼。                                                 | 墨索里尼被国王下令逮捕。意大利投降，后成为共和国。                                 |
| 第二次世界大战及其后续                 | 1944－1946 | 法國                 | 古德伍德行动、眼镜蛇行动、解放巴黎             |                                                                                       | | | 参与古德伍德行动和眼镜蛇行动。                                                                   | 纳粹对法国的占领结束。法兰西第四共和国成立。                                       |
| 第二次世界大战及其后续                 | 1944－1945 | 比利時               | 比利时解放                                     | 纳粹德国                                                                              | 于贝尔·皮埃洛（首相）及其比利时流亡政府                                                             | 德国入侵比利时，建立比利时及北法兰西专员辖区。                                                               | 与加、英等军结束纳粹占领。                                                                       | 流亡政府返回比利时。比利时解放。利奥波德三世回到比利时。                           |
| 第二次世界大战及其后续                 | 1944－1945 | 荷蘭                 | 市场花园行动、战利品行动                       | 纳粹德国                                                                              | 威廉明娜（女王）                                                                                    | 在纳粹占领期间，由尼德兰专员辖区管理荷兰。                                                                   | 与英、加军队解放荷兰。                                                                           | 威廉明娜返回荷兰。选举路易斯·比尔领导新政府。                                      |
| 第二次世界大战及其后续                 | 1944－1945 | 菲律賓               | 菲律宾战役 (1944年至1945年)、菲律宾自由邦      | 日本帝国                                                                              | | | 军事行动，结束日本对菲律宾的占领。                                                               | 菲律宾独立。                                                                       |
| 第二次世界大战及其后续                 | 1945－1955 | 奧地利               | 同盟国军事占领奥地利                           |                                                                                       | | 因德奥合并，许多奥地利人在二战期间站在德国一边。                                                             | 盟军胜利后，将奥地利视为受害者而非加害者。                                                       | 奥地利重新确立为自由、民主的主权国家。保证奥地利在冷战中保持中立。                 |

## 1945－1991：冷战
| 时期     | 年份           | 国家/地区      | 相关条目                                                                                                  | 美国反对                                                               | 美国支持                                                                                         | 背景 | 美国行动 | 结果 |
| -------- | -------------- | -------------- | --- | ---------------------------------------------------------------------- | ------------------------------------------------------------------------------------------------ | --- | --- | --- |
| 1940年代 | 1945－1948     | 朝鲜半岛       | 驻朝鲜美国陆军司令部军政厅、第一共和国 (大韩民国)、李承晚                                                 | 吕运亨及其朝鲜人民共和国                                               | 李承晚（此前一直在美国居住）                                                                     | 吕运亨领导成立朝鮮人民共和國。 | 登陆朝鲜，成立军政厅，管辖北纬38度线以南的朝鲜，并宣布朝鮮人民共和國政府非法。 | 李承晚赢得1948年韩国总统选举，但遭到众多政治家抵制。李承晚建立威权统治。                                       |
| 1940年代 | 1945－1949     | 中国           | 第二次国共内战、围城行动                                                                                  | 毛泽东及其中国共产党和中国人民解放军（共产主义）                       | 蒋介石及其国民政府、中国国民党和国民革命军                                                       | 在日本投降之前，国民党和解放军都在与日本占领军作战。                                                                                     | 运送、训练和装备国民党军队。派美军守卫战略要地。把朝鲜军队甚至日军运回中国，来帮助国民党。 | 国民党军队失败。                                                                                               |
| 1940年代 | 1947－1949     | 希腊           | 希腊内战                                                                                                  | 希腊共产党及其希腊民主军（DSE）                                        | 希腊政府及其军队                                                                                 | 在希腊内战中，英国军队与希腊政府军一起，与DSE交战。后英国无力负担，故要求美国介入。                                                      | 军事装备、军事顾问和武器涌入希腊。 | 政府获胜，恢复希腊王国。:616－617                                                                              |
| 1940年代 | 1947－1970年代 | 意大利         | 1947年5月危机                                                                                             | 意大利共产党（意共）                                                   | 阿尔契德·加斯贝利及其天主教民主党（天民党）                                                      | 天民党渐渐失去声望，而意共则成长迅速。                                                                                                   | 以援助为条件施压加斯贝利，将左翼部长逐出内阁。向中间派政党提供资金，并伪造信件诋毁意共领导人。发动反共宣传攻势。说服英国工党向社会民主人士施压，要求结束支持意共。 | 意共在其后20年内未在政府中担任过国家职务。                                                                     |
| 1940年代 | 1948           | 哥斯达黎加     | 哥斯达黎加内战                                                                                            | 拉斐尔·安赫尔·卡尔德隆·瓜迪亚（民族共和党、基督教社会主义者）          |                                                                                                  | 卡尔德隆通过民主方式上台，推动全面社会改革，并与哥斯达黎加共产党结盟。                                                                   | 支持反对派，导致哥斯达黎加内战。 | 卡尔德隆政府结束，形成何塞·菲格雷斯·费雷尔的事实统治。                                                         |
| 1940年代 | 1949－1953     | 阿尔巴尼亚     | 有价值行动                                                                                                | 阿尔巴尼亚                                                             | 反共阿尔巴尼亚人                                                                                 | 二战之后，阿尔巴尼亚陷入混乱，伤亡惨重。它面临被旁边大国吞并的威胁。                                                                     | 与英国一起招募、培训反共阿尔巴尼亚人，并渗透到阿尔巴尼亚。 | 行动失败。 |
| 1940年代 | 1949           | 叙利亚         | 1949年3月叙利亚政变                                                                                       | 舒克里·库瓦特利                                                        | 胡斯尼·艾尔-扎伊姆（叙利亚陆军参谋长）                                                           | 库瓦特利政府取得连任，但被扎伊姆的军政府推翻。                                                                                           | （美国在政变中的作用存在争议。） | 扎伊姆成为叙利亚总统。被搁置的跨阿拉伯管道建设获批。                                                           |
| 1950年代 | 1950－1953     | 缅甸和中国     | 泰緬孤軍                                                                                                  | 中国共產黨及其军队                                                     | 泰緬孤軍（中華民國國軍殘部）                                                                     | 在第二次國共內戰中，中国共產黨取得了胜利，泰緬孤軍撤退到緬甸。                                                                           | 僱傭國民黨武裝分子並運送到緬甸联邦，并將武器等運送给孤軍。 | 孤军的入侵被共產黨軍隊擊退。                                                                                   |
| 1950年代 | 1952           | 埃及           | 7月23日革命、FF计划                                                                                       | 法鲁克一世（埃及王国国王）                                             | 穆罕默德·纳吉布和贾迈勒·阿卜杜-纳赛尔（埃及共和国领导人）                                        | 埃及民族主义者对王国不满，美国原计划说服法鲁克进行改革。                                                                                 | 帮助协调政变（部分证实）。 | 革命取得成功，埃及共和国取代君主制。                                                                           |
| 1950年代 | 1952           | 危地马拉       | PBFORTURE行动                                                                                             | 哈科沃·阿本斯（民选总统）                                              | 卡洛斯·卡斯蒂略·阿马斯（流亡军官）                                                               | 阿本斯的土地改革威胁到了联合果品公司，联合果品公司游说推翻阿本斯。美国还担心阿本斯受共产党的影响。                                       | 向卡斯蒂略提供武器，由他领导从尼加拉瓜的入侵。 | |
| 1950年代 | 1952－1953     | 伊朗           | 1953年伊朗政变                                                                                            | 穆罕默德·摩萨台（改革派总理）                                          | 穆罕默德-礼萨·巴列维（沙阿，即君主）、法兹卢拉·扎赫迪（将军）                                    | 在摩萨台的倡导下，英伊石油公司被国有化。英、美担忧摩萨台是共产主义者。                                                                   | 在1952年伊朗立法选举中支持中意的候选人。阿贾克斯行动：通过外交和贿赂手段，说服沙阿取代摩萨台。与英国情报机构一起策划1953年伊朗政变。 | 中情局选择扎赫迪取代了摩萨台。                                                                                 |
| 1950年代 | 1954           | 危地马拉       | 1954年危地马拉政变、危地马拉内战                                                                          | 哈科沃·阿本斯（总统）                                                  | 卡洛斯·卡斯蒂略·阿马斯（右翼独裁者）                                                             | 联合果品公司认为由于引入反剥削法，可能导致其利润损失。                                                                                   | 发动政变。 | 阿本斯政府被推翻，卡斯蒂略上台。:92                                                                            |
| 1950年代 | 1956－1957     | 叙利亚         | 中情局在叙利亚的行动                                                                                      | 萨布里·阿萨利（纳赛尔主义平民政治家）、叙利亚武装部队                  | 叙利亚民族社会党（极右翼政党）                                                                   | 阿萨利与武装部队统治第二叙利亚共和国，受到社会民族主义党的挑战。                                                                         | 三次计划发动政变。其中第二次准备暗杀叙利亚高官，将边境军事事件归咎于叙利亚，并以此为借口让伊拉克和约旦军队入侵；针对叙利亚民众进行宣传，将破坏、国家阴谋和暴力活动归咎于大马士革。第三次则计划支持和武装几次起义。                                                                                                  | 第一次政变计划因第二次中东战争而推迟。第二次政变计划因情报泄露而失败。第三次计划从未实施。                     |
| 1950年代 | 1957－1959     | 印度尼西亚     | 中情局在印尼的行动}}                                                                                      | 苏加诺（专制总统）                                                     | 反叛军官                                                                                         | 印尼由苏加诺统治，奉行不结盟政策。 | 支持反叛印尼军官发动政变。轰炸印尼民用和军事目标。瞄准商业航运，恐吓外国商船远离印尼水域，并导致几艘商船沉没。:155轰炸了一个市场，导致许多平民丧生。:131 | 政变失败。 |
| 1950年代 | 1959－1963     | 南越           | 越南战争 (1959－1963)、1963年越南共和国政变、吴廷琰之死、佛教徒危机、1960年南越政变、1962年南越独立宫轰炸 | 吴廷琰（总统）                                                         | 南越军官                                                                                         | 吴廷琰统治腐败，实行压迫统治，迫害佛教徒，并拒绝改革。                                                                                   | 授权、认可和鼓励南越军官的政变。断绝对吴廷琰的援助，给军官们开绿灯。 | 吴廷琰及弟弟吴廷瑈被杀。                                                                                       |
| 1950年代 | 1959－1962     | 古巴           | 猫鼬行动、猪湾入侵、暗杀菲德尔·卡斯特罗事件                                                               | 菲德尔·卡斯特罗                                                        | 古巴流亡者                                                                                       | 卡斯特罗成功领导古巴革命，并就任总理。古巴将美国所拥有的古巴炼油厂无偿国有化。                                                           | 训练、支持和武装古巴流亡者入侵古巴。经济战，包括对古巴禁运和破坏平民目标。孤立古巴，心理战。策划暗杀菲德尔·卡斯特罗事件，并参与暗杀劳尔·卡斯特罗。 | 古巴军队三天内击败入侵。所有暗杀活动均告失败。                                                                 |
| 1960年代 | 1960－1965     | 刚果（利）     | 帕特里斯·卢蒙巴、刚果危机                                                                                 | 帕特里斯·卢蒙巴（总理）                                                | 蒙博托·塞塞·塞科（陆军上校）                                                                     | 卢蒙巴接受苏联帮助，以阻止分裂分子。因该国有铀矿，令美国感到担忧。                                                                       | 计划毒死卢蒙巴。支持蒙博托推翻卢蒙巴。资助蒙博托。和比利时一起发起龙胭脂行动，营救被辛巴叛军劫持的人质。选举之后，和其它列强一起再次支持蒙博托发动政变。 | 下毒计划中止。辛巴叛军被击败。蒙博托成为国家独裁者。                                                           |
| 1960年代 | 1960           | 老挝           | 老挝内战、八九政变                                                                                        | 贡勒（上尉，中立主义）                                                 | 沙立·他那叻（泰国总理兼陆军元帅）、富米·诺萨万（将军，沙立的堂兄）                               | 贡勒发动不流血政变，夺取万象。 | 与沙立一起支持针对新政府的反政变，向富米提供火炮、炮兵和顾问。支援沙立在老挝境内部署警察空中增援部队。:33－35、40、59空运战争物资。 | 富米占领万象。:21－25、27                                                                                      |
| 1960年代 | 1961           | 多米尼加共和国 | 拉斐尔·特鲁希略、多米尼加内战                                                                             | 拉斐尔·特鲁希略（极权独裁统治者）                                      | 胡安·博施（接受过中情局资助）                                                                    | | 提供武器谋杀特鲁希略。 | 胡安·博施当选为多米尼加总统，后被废黜。                                                                        |
| 1960年代 | 1961－1964     | 巴西           | 若昂·古拉特政府时期的巴美关系、1964年巴西政变                                                             | 若昂·古拉特（新总统）                                                  | 翁贝托·德·阿伦卡尔·卡斯特洛·布朗库（将军，陆军参谋长）                                           | 原总统辞职，副总统古拉特接任，军方保守派强烈反对。古拉特支持民主权利、巴西共产党合法化、经济和土地改革，美国坚持要求他制定经济紧缩政策。 | 切断对巴西联邦政府的援助，援助反对新总统的巴西州长，鼓励巴西武装力量高级军官夺取政权并支持布朗库。 | 布朗库领导政变推翻古拉特，结束巴西第四共和国，并被任命为军事政权首任总统。美国表示称赞，并重新提供援助和投资。 |
| 1960年代 | 1963           | 伊拉克         | 斋月革命                                                                                                  | 阿卜杜勒-卡里姆·卡塞姆                                                 | 阿拉伯复兴社会党－伊拉克地区                                                                     | | 策划或支持斋月革命。（对美国所起作用存在分歧。）支持反共清洗和对库尔德叛军及平民的暴行。 | 复兴党政府成立。                                                                                               |
| 1960年代 | 1965－1967     | 印度尼西亚     | 印度尼西亚大屠杀 (1965年－1966年)                                                                         | 苏加诺（总统）、印度尼西亚共产党（PKI）                                | 苏哈托（将军，独裁军事政权领导人）                                                               | 双方互相指责。军队发起虚假宣传，煽动平民暴徒攻击PKI支持者。政府军与平民实施大屠杀。                                                      | 知晓、协助并鼓励大屠杀。向印尼军方提供PKI支持者或其他左翼分子名单，并从中列出谋杀名单。 | 苏加诺被迫下台，苏哈托领导独裁军事政权。印尼政策从冷战中立和反帝国主义，变成了顺从美国世界秩序。:158           |
| 1970年代 | 1970           | 柬埔寨         | 柬埔寨内战、1970年柬埔寨政变                                                                              | 红色高棉（共产主义，由越南人民军支持）                                 | 朗诺（右翼将军）、高棉共和国（右翼）                                                             | 西哈努克被朗诺废黜。 | 支持该行动。（对美国的参与程度及是否预知结果存在分歧。） | 政变破坏该国稳定，引发多年的内战。                                                                             |
| 1970年代 | 1970－1973     | 智利           | 萨尔瓦多·阿连德、1973年智利政变                                                                           | 智利共产党、萨尔瓦多·阿连德及其智利社会党                              | 爱德华多·弗雷·蒙塔尔瓦及其基督教民主党                                                           | 苏联政府资助智利共产党。 | 心理战，参与智利选举。在选举中资助蒙塔尔瓦，以阻止阿连德获胜。资助商业利益，用来诋毁阿连德的声誉。:38－39 经济战，以经济承诺阻止阿连德上台或推翻他。为政变准备条件。 | 智利军队和国家警察推翻了阿连德，奥古斯托·皮诺切特掌权。                                                        |
| 1970年代 | 1971           | 玻利维亚       | 胡安·何塞·托雷斯、兀鹰行动                                                                                | 胡安·何塞·托雷斯（总统）                                               | 乌戈·班塞尔（将军，独裁者）                                                                      | 托雷斯被认为是在左翼方向上领导国家，因此令华盛顿不悦。                                                                                   | 支持班塞尔领导政变，推翻托雷斯。向班塞尔提供军事等援助。 | 托雷斯逃离玻利维亚。                                                                                           |
| 1970年代 | 1974－1991     | 埃塞俄比亚     | 埃塞俄比亚内战                                                                                            | 门格斯图·海尔·马里亚姆及其德尔格                                       | 反叛团体                                                                                         | 德尔格与苏联结盟。许多反叛团体反对德尔格。                                                                                               | 支持各反叛团体。 | 德尔格解散，马里亚姆辞职并逃离。埃塞俄比亚开始向议会民主过渡。                                                 |
| 1970年代 | 1975－1991     | 安哥拉         | 安哥拉内战                                                                                                | 安哥拉人民解放运动（安人运，左翼，中国、南斯拉夫、古巴和苏联支持）     | （南非也支持）安哥拉民族解放阵线（安解阵）、争取安哥拉彻底独立全国联盟（安盟，资本主义激进组织） | 安哥拉独立后，形成两派之间的内战：一边是安人运，控制十余个省会；一边是安解阵和安盟，控制五个省会。                                       | 花费数千万美元支持安解阵和安盟，但被《克拉克修正案》所限制。后里根政府游说国会废除该法案，之后继续提供资金和武器援助。 | 安解阵解体，安人运和安盟签署《比塞斯协定》，开启多党选举，建立安哥拉共和国。南非退出纳米比亚。                 |
| 1970年代 | 1975－1999     | 东帝汶         | 印度尼西亚入侵东帝汶                                                                                      | 东帝汶（革阵政权）                                                     | 印度尼西亚（苏哈托）                                                                             | 东帝汶脱离葡萄牙独立。西贡沦陷之后，印尼成为美国在东南亚最重要盟友。                                                                     | 提供武器支持印尼入侵和占领东帝汶。 | 经过公投，东帝汶脱离印尼独立。                                                                                 |
| 1970年代 | 1976           | 阿根廷         | 国家重组进程、肮脏战争 (阿根廷)、1976年阿根廷政变、兀鹰行动                                               | 伊莎贝尔·庇隆（总统）                                                  | 豪尔赫·拉斐尔·魏地拉（将军，军事独裁者）及阿根廷军队                                             | 庇隆当选总统，但被军队推翻。 | 认可和支持政变及其后的专制政权。:96－97 | 魏地拉开始军事独裁统治。                                                                                       |
| 1970年代 | 1979－1992     | 阿富汗         | 中情局在阿富汗的活动、旋风行动                                                                            | 阿富汗民主共和国（苏联支持，阿富汗人民民主党领导的一党制社会主义国家） | 军阀、阿富汗圣战者（吉哈德游击队派系，通过巴基斯坦的三军情报局，沙特阿拉伯和中国也支持）         | 阿富汗四月革命后，建立阿富汗民主共和国。                                                                                                 | 旋风行动：向军阀和圣战者提供训练、武器和资金，包含美国原产的最先进武器。:58、149－150、337奥萨马·本·拉登及其基地组织也从中获益。（细节有争议。:87） | 美苏达成协议，美国停止支持。阿富汗成为全副武装、军事化的社会。                                                 |
| 1980年代 | 1980－1989     | 波兰           | 团结工会                                                                                                  | 波兰人民共和国（一党制社会主义国家）                                   | 团结工会                                                                                         | 团结工会成为反对派大本营。 | 开展公关活动，以阻止所预估的“苏联军队进入波兰”。向团结工会提供资金、设备、培训、秘密报纸、广播、宣传、组织帮助和建议等。 | 中情局成功渗透到波兰。                                                                                         |
| 1980年代 | 1981－1982     | 乍得           | 中情局在乍得的活动、侯赛因·哈布雷                                                                         | 古库尼·韦戴（国家元首，亲穆阿迈尔·卡扎菲）                             | 侯赛因·哈布雷（国防部长，被流放，亲西方、亲美，反对韦戴）                                        | 美国反对卡扎菲，认为乍得是不错的反卡扎菲基地。乍得和利比亚签署协议，试图结束边界冲突，美国反对。                                         | 秘密支持哈布雷，包括培训和武装乍得臭名昭著的文件和安全局（DDS）。在丰田战争中，支持乍得，反对利比亚。 | 韦戴被推翻，哈布雷成为乍得总统。                                                                               |
| 1980年代 | 1981－1990     | 尼加拉瓜       | 中情局在尼加拉瓜的活动、尼加拉瓜革命、康特拉、伊朗门事件、博兰修正案                                      | 桑地诺民族解放阵线（桑解阵）                                           | 康特拉（反叛战士，企图推翻政府）、国家反对联盟（UNO，反对党）                                    | 桑解阵推翻了亲美的索摩查家族。 | 切断对尼加拉瓜的援助，授权为该地区生产和运送武器。秘密武装、训练和资助康特拉。向康特拉分发《游击战中的心理战》，指导康特拉炸毁公共建筑、暗杀法官、制造恐怖袭击、敲诈平民。炸毁桥梁，在港口布设水雷，炸毁尼加拉瓜渔船。在1990年尼加拉瓜大选中，向康特拉提供非致命性援助，继续暗杀候选人、挑起战争，散布传单宣传UNO， | 桑解阵赢得1984年选举。UNO赢得1990年选举，康特拉结束战斗。                                                      |
| 1980年代 | 1983           | 格林纳达       | 美国入侵格林纳达、新宝石运动                                                                              | 哈德逊·奥斯汀（马克思主义，古巴士兵支持）                              |                                                                                                  | 前领导人莫里斯·毕晓普被杀，哈德逊成为领导人。                                                                                            | 与加勒比六国联军入侵，代号“紧急狂暴行动”。 | 哈德逊政府被推翻。联合国大会称美国“公然违反国际法”，联合国安理会上的类似决议被美国否决。                       |
| 1980年代 | 1989－1994     | 巴拿马         | 美国入侵巴拿马                                                                                            | 曼努埃尔·诺列加（独裁统治者）                                          | 吉列尔莫·恩达拉                                                                                  | 诺列加跟美国的关系恶化，并与东方集团结盟。在大选中，诺列加拒绝让恩达拉上台。                                                             | 向诺列加施压，后入侵巴拿马，并占领该国，成立新政府。 | 诺列加被美军俘虏。恩达拉就职总统。1994年结束占领。                                                             |
| 1980年代 | 1989           | 巴拉圭         | | 阿尔弗雷多·斯特罗斯纳（独裁统治者）                                    | 全国共和协会－红党（传统派）                                                                     | 美国此前支持斯特罗斯纳的独裁统治。 | 支持红党反对斯特罗斯纳而发动的1989年巴拉圭政变。 | |
| 1980年代 | 1989           | 菲律宾         | 1989年菲律宾未遂政变、人民力量革命 (1986年)                                                               | 格雷戈里奥·霍纳桑、武装部队改革运动                                    | 科拉松·阿基诺（菲律宾总统）                                                                      | 霍纳桑与武装部队改革运动的其他军官发动兵变。阿基诺向美国求援。                                                                           | 派出F-4幽靈II戰鬥機控制菲律宾领空，企业号和中途岛号航空母舰在菲律宾领海巡航。 | 政变被阻止。                                                                                                   |

## 1991年至今：冷战后
| 时期     | 年份       | 国家/地区    | 相关条目                                         | 美国反对                                                                                        | 美国支持 | 背景                                                                                   | 美国行动 | 结果 |
| -------- | ---------- | ------------ | ------------------------------------------------ | ----------------------------------------------------------------------------------------------- | --- | -------------------------------------------------------------------------------------- | --- | --- |
| 1990年代 | 1991       | 伊拉克       | 1991年伊拉克起义                                 | 萨达姆·侯赛因（独裁统治者）                                                                     | | 海湾战争。美国未向叛军提供援助，意图让巴格达生存下来，作为对伊朗的威胁。               | 鼓励、号召伊拉克军队和人民起义，反对萨达姆。最终未坚持政权更迭，但要求伊拉克遵守所有联合国决议，包括武器核查，及与人权记录相关的决议。                                              | 伊拉克各地爆发一系列起义。:XX什叶派的起义被伊拉克军队镇压，佩什梅格使伊拉克库尔德人获得了自治权。美国主张修订的制裁条款，得到第687号决议的支持。 |
| 1990年代 | 1991       | 海地         | 1991年海地政变                                   | 让-贝特朗·阿里斯蒂德（新当选总统）                                                              | 拉乌尔·塞德拉斯、米歇尔·弗朗索瓦及他们领导的海地武装部队（政变政权，有人认定为毒贩）                                   | 1990－1991年大选被认为是海地第一次民主选举，阿里斯蒂德当选。                           | （有人指控）向政变政权主要成员提供信息。:303－332对塞德拉斯和弗朗索瓦等，在美国进行军事训练。:321                                                                                   | 阿里斯蒂德被武装部队推翻。 |
| 1990年代 | 1992－1996 | 伊拉克       |                                                  | 萨达姆·侯赛因                                                                                   | 伊亚德·阿拉维及其伊拉克民族协议（反萨达姆的伊拉克人组织）和伊拉克临时管理委员会                                        | 民族协议被政府渗透。                                                                   | 招募阿拉维，发动政变，代号为DBACHILLES。利用阿拉维及其组织，在巴格达指挥政府破坏和轰炸行动。                                                                                        | 阿拉维企图发动政变推翻萨达姆，但没有成功。美国领导的盟军入侵和占领伊拉克之后，成立临时管理委员会，任命阿拉维为总理。                             |
| 1990年代 | 1994－1995 | 海地         | 维护民主行动                                     | 拉乌尔·塞德拉斯（独裁者）及其右翼军政府（老布什政府支持）                                       | 让-贝特朗·阿里斯蒂德                                                                                                   | 右翼军政府发动政变，推翻阿里斯蒂德。1992年美国大选后，比尔·克林顿接替老布什。          | 促成联合国安理会第940号决议。向海地发出最后通牒。派出军队制止随后的暴力。 | 阿里斯蒂德重掌国家政权。 |
| 1990年代 | 1996－1997 | 扎伊尔       | 第一次刚果战争                                   | 蒙博托·塞塞·塞科                                                                                | 卢旺达（保罗·卡加梅和约韦里·穆塞韦尼）、卢旺达爱国阵线（FPR）                                                          | 第一次刚果战争                                                                         | 派兵训练FPR，将FPR指挥官带到美国训练。非洲裔美国雇佣兵加入布卡武的叛军。在乌干达建立通讯，将飞机降落在基加利和恩德培，声称是“为受害者提供援助”，但有人指控为FPR带来军事和通讯用品。 | |
| 1990年代 | 1997－1998 | 印度尼西亚   | 苏哈托下台                                       | 苏哈托（总统）                                                                                  | | 1997年亚洲金融危机之后，苏哈托的统治趋于不稳定。苏哈托努力建立货币发行局以稳定印尼盾。 | 试图通过国际货币基金组织（IMF）来反对苏哈托的举措，以加剧印尼货币危机，从而引发不满。                                                                                               | 危机中数百人丧生。 |
| 2000年代 | 2000       | 南联盟       | 2000年南斯拉夫大选                               | 斯洛博丹·米洛舍维奇（总统）                                                                     | Otpor！等反对派团体 | 米洛舍维奇在大选中失败，拒绝承认选举结果。                                             | 帮助通过曝光、资源、精神与物质奖励、技术援助和专业建议，来加速和组织异议。 | 米洛舍维奇被推翻。 |
| 2000年代 | 2001－2021 | 阿富汗       | 阿富汗战争 (2001年－2021年)、持久自由军事行动    | 塔利班及其阿富汗伊斯兰酋长国（单一制迪奥班迪-伊斯兰神权酋长国，由舒拉理事会管理，未获广泛承认） | 北方联盟（反塔利班阿富汗武装）、阿富汗临时政府、阿富汗过渡伊斯兰国、阿富汗伊斯兰共和国、哈米德·卡尔扎伊、阿什拉夫·加尼 | 阿富汗处于塔利班控制之下。                                                             | 入侵并轰炸阿富汗。 | 伊斯兰酋长国被临时政府所取代，然后是过渡伊斯兰国，最后是伊斯兰共和国。本·拉登被击毙。美军撤出阿富汗，塔利班重新掌权。                            |
| 2000年代 | 2003－2021 | 伊拉克       | 伊拉克战争                                       | 萨达姆·侯赛因                                                                                   | “伊拉克民主反对派组织”                                                                                                 | 美国颁布《伊拉克解放法案》，支持推翻萨达姆，并拨款援助反对派。                         | 指控萨达姆与基地组织有联系并支持恐怖主义，以及继续生产大规模杀伤性武器，但两者均无确凿证据。称伊拉克为邪恶轴心。发动伊拉克战争，带头入侵伊拉克。                                    | 伊拉克政府被推翻。萨达姆被抓获、起诉，并绞死。美国撤军。                                                                                         |
| 2000年代 | 2005       | 吉尔吉斯斯坦 | 郁金香革命                                       | 阿斯卡尔·阿卡耶夫（其政府腐败，并实行专制主义）                                                 | 反对派抗议者、一家印刷媒体公司（唯一不受政府控制的）                                                                   | 政府的腐败和专制主义引发大规模抗议。                                                   | 通过国务院、美国国际开发署、自由电台和自由之家向反对派抗议者提供援助，资助该印刷媒体公司。当国家切断该公司电源时，提供应急发电机。资助其它反对派团体和一家反对派电视台。            | 政府被推翻，举行自由选举。 |
| 2000年代 | 2006－2007 | 巴勒斯坦领土 | 巴勒斯坦内战                                     | 伊斯梅尔·哈尼亚（总理）及其哈马斯政府                                                           | 法塔赫（巴勒斯坦民族权力机构派系）                                                                                     | 哈马斯在选举中赢得56%席位，布什政府对哈马斯政府不满。                                  | 向法塔赫施压，以颠覆哈尼亚政府，并提供资金，包括秘密训练和军备计划。向法塔赫施压，要求其拒绝沙特通过谈判达成休战的计划，继续推翻哈马斯政府。                                        | 法塔赫对哈尼亚政府发动战争。哈马斯政府未能统治全部巴勒斯坦领土，法塔赫撤退到西岸，哈马斯撤退并控制加沙地带。                                     |
| 2000年代 | 2005－2009 | 叙利亚       |                                                  | 叙利亚、巴沙尔·阿萨德                                                                           | 巴拉达电视台（卫星频道）、叙利亚正义与发展运动（流亡组织）等反对派团体                                                 | 曾与叙利亚在反恐战争中合作。                                                           | 冻结与叙利亚关系。向反对派团体提供资金。 | |
| 2010年代 | 2011       | 利比亚       | 2011年多国武装干涉利比亚                         | 穆阿迈尔·卡扎菲                                                                                 | 全国过渡委员会（临时政府）                                                                                             | 第一次利比亚内战爆发，安理会通过决议，授权在利比亚设立禁飞区，保护平民。               | 与法、英等国一起开始武装干涉利比亚，与英国海军一起发射战斧巡航导弹，联军进行海上封锁。                                                                                              | 卡扎菲政府垮台，过渡委员会成为事实上的政府，并得到联合国承认。卡扎菲被抓并被杀。                                                                 |
| 2010年代 | 2012－2017 | 叙利亚       | 梧桐木、中情局在叙利亚的活动、美国干预叙利亚内战 | 巴沙尔·阿萨德（总统）                                                                           | 温和叛乱分子（经过审查的）、最高军事委员会                                                                             | 叙利亚内战                                                                             | 呼吁阿萨德下台，对叙利亚政府实施石油禁运。向叛乱分子和最高军事委员会提供培训、武器和现金。                                                                                          | |
| 2010年代 | 2019       | 委内瑞拉     | 外国介入委内瑞拉总统危机                         | 尼古拉斯·马杜罗（总统）                                                                         | 胡安·瓜伊多（委内瑞拉全国代表大会主席）                                                                                | 瓜伊多被宣布为代理总统，对马杜罗的总统职位提出异议，引发了总统危机。                   | 与盟国和其它几个国家一起，承认瓜伊多。表示决定让马杜罗下台，如有必要将采取军事行动。美国国际开发署挪用资金宣传瓜伊多。对委内瑞拉实施新的额外制裁。                                  | |

## 法律
美国在1945年签署批准了《联合国宪章》，使得美国置于该宪章的司法管辖之下，而联合国宪章第二条第四款就规定：不得使用威胁或武力侵害他国领土完整或政治独立。

## 扩展阅读
- Bass, Gary J.  [自由之战：人道主义干预的起源]. 克诺夫·道布尔戴. 2008. ISBN 978-0-307-26929-4 （英语）.
- Bert, Wayne.  [美国在非常规战争中的军事干预：从菲律宾到伊拉克]. 施普林格. 2016. ISBN 978-0-230-33781-7 （英语）.
- Bruzzese, Anthony.  [干预的起源：美国、意大利与反共斗争，1947－1953]. 2008. ISBN 978-0-494-46952-1 （英语）.
- Cooley, Alexander.  [大比赛，地方规则：中亚新势力的较量]. 牛津大学出版社. 2012. ISBN 978-0-19-981200-4 （英语）.
- Cullinane, Michael.  [自由与美洲反帝国主义：1898－1909]. 施普林格. 2012. ISBN 978-1-137-00257-0 （英语）.
- Downes, Alexander B.  [灾难性的成功：为什么外国强加的政权更迭会出错]. 康奈尔大学出版社. 2021 （英语）.
- 菲利普·S·方纳（英语：Philip S. Foner）.  [西班牙-古巴-美国战争与美帝国主义的诞生 第1卷：1895－1898]. 纽约大学出版社（英语：New York University Press）. 1972. ISBN 978-0-85345-266-9 （英语）.
- 菲利普·S·方纳.  [西班牙-古巴-美国战争与美帝国主义的诞生 第2卷：1898－1902]. 纽约大学出版社. 1972. ISBN 978-0-85345-267-6 （英语）.
- Fouskas, Vassilis; Gökay, Bülent.  [新美帝国主义：布什的反恐战争与为石油流血]. 格林伍德出版集团. 2005. ISBN 978-0-275-98476-2 （英语）.
- Grow, Michael.  [美国总统与拉丁美洲干预：冷战时期寻求政权更迭]. 堪萨斯大学出版社（英语：University Press of Kansas）. 2008. ISBN 978-0-7006-1586-5 （英语）.
- Harland, Michael.  [民主先锋主义：现代性、干预和布什主义的形成]. 莱克星顿图书. 2013. ISBN 978-0-7391-7970-3 （英语）.
- 迪利普·希罗（英语：Dilip Hiro）.  [无尽战争：伊斯兰恐怖主义的兴起及全球反应]. 劳特里奇. 2014. ISBN 978-1-136-48556-5 （英语）.
- 史蒂芬·金泽.  [推翻：美国世纪的政权更迭，从夏威夷到伊拉克]. 时代图书（英语：Times Books）. 2006. ISBN 978-0-8050-8240-1 （英语）.
- 道格拉斯·利特（英语：Douglas Little）.  [美国东方主义：1945年以来的美国与中东]. 北卡罗莱纳大学出版社. 2009. ISBN 978-0-8078-7761-6 （英语）.
- 道格拉斯·利特.  [我们与他们：美国、激进伊斯兰与绿色威胁的兴起]. 北卡罗莱纳大学出版社. 2016. ISBN 978-1-4696-2681-9 （英语）.
- Maurer, Noel.  [帝国陷阱：美国为保护其海外财产而进行干预的兴衰，1893－2013]. 普林斯顿大学出版社. 2013. ISBN 978-1-4008-4660-3 （英语）.
- 艾伦·麦克弗森（英语：Alan McPherson）.  [美国干预拉美和加勒比简史]. 约翰威立. 2016. ISBN 978-1-118-95400-3 （英语）.
- 艾伦·麦克弗森.  [美国军事干预拉丁美洲百科全书]. ABC-Clio（英语：ABC-Clio）. 2013. ISBN 978-1-59884-260-9 （英语）.
- 大卫·诺斯（英语：David North (socialist)）.  [四分之一世纪的战争]. 梅林图书（英语：Mehring Books）. 2016. ISBN 978-1-893638-69-3 （英语）.
- 英德吉特·帕尔马（英语：Inderjeet Parmar）; Cox, Michael.  [软实力与美国外交政策：理论、历史和当代视角]. 劳特里奇. 2010. ISBN 978-1-135-15048-8 （英语）.
- Sandstrom, Karl.  [地方利益与美国外交政策：国际干预为何失败]. 劳特里奇. 2013-07-18. ISBN 978-1-135-04165-6 （英语）.
- Schoonover, Thomas.  [山姆大叔的1898年战争与全球化的起源]. 肯塔基大学出版社. 2013. ISBN 978-0-8131-4336-1 （英语）.
- Sullivan, Michael.  [美国海外冒险主义：二战以来的入侵、干预与政权更迭]. 布莱克威尔出版社（英语：Wiley-Blackwell）. 2008. ISBN 978-1-4051-7075-8 （英语）.
- Barbara Salazar Torreon; Sofia Plagakis, , 國會研究處, 2020-07-20, Wikidata Q108417901 （英语） [美国海外动武事例，1798－2020]（英文）
- Wilford, Hugh.  [强大的沃利策：中情局如何玩转美国]. 哈佛大学出版社. 2008. ISBN 978-0-674-04517-0 （英语）.